# Si jamais j’oublie
Si jamais j’oublie – piosenka i pierwszy singel promujący koncertowy album francuskiej piosenkarki Zaz zatytułowany Sur la route. Teledysk do utworu opublikowano 7 września 2015 w serwisie YouTube.
W Polsce singiel osiągnął status złotej płyty.

## Notowania

### Świat[2]
- Belgia: 27
- Francja: 11
- Szwajcaria: 43
- Polska (Shazam Top 100): 86[3]

### Media polskie
- Lista Przebojów Trójki: 1[4]
- Lista Przebojów Radia Merkury: 13[5]